# Рох Міхал Яблоновський
Рох Міхал Яблоновський (пол. Roch Michał Jabłonowski herbu Grzymała, 1712 — 1780) — польський магнат гербу Гримала, політичний діяч Речі Посполитої, сенатор, граф Королівства Галіції та Лодомерії (титул наданий імператрицею Марією-Терезією Габсбурґ 2 січня 1779).

## Життєпис
Народився 1712 року. Походив зі шляхетської гілки родини Яблоновських гербу Гримала. Син Станіслава Яблоновського, теребовлянського хорунжого, і його дружини Катажини Богатко.
Близько 1742 р. отримав Булковське староство, у 1757 р. став віслицьким каштеляном, у 1759 р. став корсунським старостою. В останніх роках Авґуста ІІІ був пов'язаний з гуртком двірським, гаряче промовляв на раді сенату в листопаді 1758 р. за інвеститурою курляндською королевича Кароля, підтримував Єжи Августа Мнішека через голосну справу в Люблінському трибуналі 1759 р. проти коронного канцлера Малаховського. Під час безкоролів'я вважав, що варто повернути корону Станіславові І Лещинському, який на першому сеймі мав визначити свого наступника. З кандидатів «фамілії» вважав можливим князя Адама Чорторийського — багатого кавалера, нащадка Ягайлонів. У 1764 р. підтримав обрання королем Станіслава ІІ Авґуста Понятовського. У 1766 році став нагороджений Орденом святого Станіслава. У 1768 році як сенатор підписав договір з Російською імперією про вічну дружбу.
Найістотнішою заслугою Роха Міхала Яблоновського було скасування на сеймі права «liberum rumpo» (вільного розриву) і впровадження рішення більшістю голосів на виборах короля і сеймі. Був противником благородних конфедерацій та виступав за виведення російських військ. Для збільшення збору податків закликав шляхту опікати «просте поспільство», як «найважливішу частину в кожного народу», особливо наголошував потреба «хороших прав муніципальних», «статуту важливих ремесел», закликав мануфактуристок і купців до релігійної толерантності. На засіданні сейму 9 листопада в 1767 року виголосив промову проти релігійної нетолерантності, кажучи, що з її поширенням приходить занепад влади шляхти. У промові він висловив думку, що «всі стани і члени є невід'ємними частинами тіла народного» і вони повинні мати пропорційне представництво в «вольності народовій» (парламенті).
Тримався на відстані від Радомської конфедерації, до складу делегації сейму 1767—1768 р. увійшов, за його словами, з примусу. Під час засідання делегації 9 листопада 1767 р. висловився проти релігійної нетерпимості, вважаючи, що її посиленням надійшов суспільний занепад. Критикував, що з проєктів прав кардинальних, укладених за сприяння примаса Подоского, усунули пункти поліпшення становища міщан і селян.
З утворенням Барської конфедерації у 1768 році Яблоновський виїхав за кордон. Публіцисти Барської конфедерації гостро критикували його за промову від 9 листопада 1767 р. Він відповів: «Відповіддю, датованій у Барді 1770 року», де перелічив ще раз, проте вже дуже м'яко, свої аргументи за толерантність. У ній Р. М. Яблоновський засуджував тих, хто «давав Невільниче ярмо і шкодив цим народним вольностям і свободам». Восени 1771 року при переході через Карпати його схопили барські конфедерати. Правдоподібно, під примусом виголосив свої помірні промови до конфедерації, які оприлюднили в місті Беско 8 жовтня 1771 року, також дав на потреби конфедератів 4000 дукатів. У 1774 р. у листі до Юзефа Александра Яблоновського проклинав конфедератів як тих, хто втратив Польщу.
Після першого поділу країни в 1774 році відступив Корсунське староство сину, продав свої польські маєтності й осів у Галичині, де в 1779 році отримав титул графа.
Вважався добрим знавцем права, бо 1773 р. Пйотр Круковецький в своєму меморіалі до губернатора Антона фон Перґена висунув його ймовірним кандидатом (нарівні з Анджеєм Замойським) на посаду очільника комісії, яка мала кодифікувати польське право в Галичині.

## Родина
У 1761 році одружився з Тересою Оссоліньською, від якої мав 2 синів: Юзефа і Францішка, 4 дочок, з яких Тереза була дружиною Й. Г. Оссолінського.